# Герцог Лоле

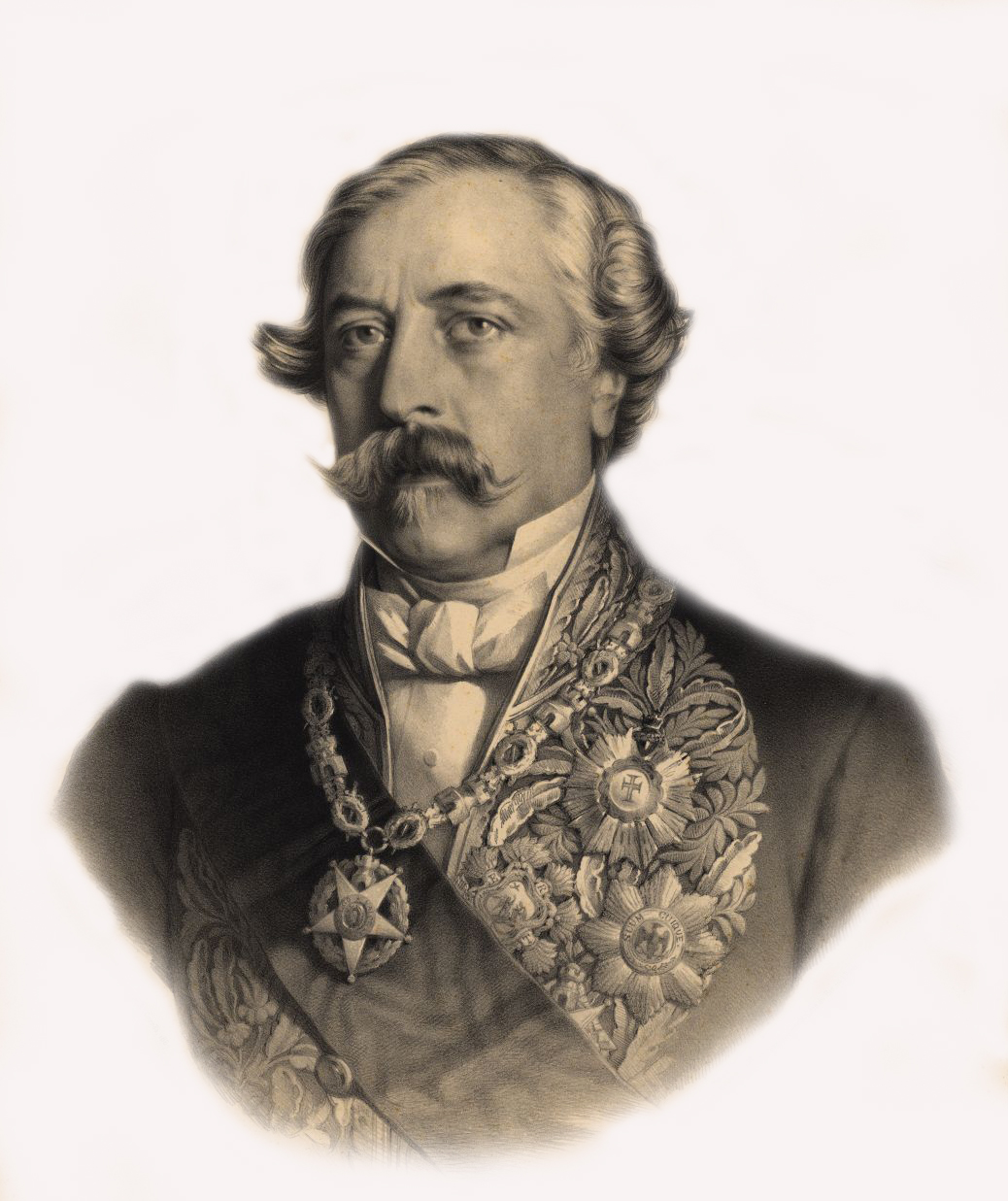
Нуно Жозе Северо де Мендоса Ролим де Моура Баррето, 1-й герцог де Лоле

Герцог де Лоле (порт. Duque de Loulé) — португальский аристократический титул. Он был создан указом короля Луиша I 3 октября 1862 года для его родственника, Нуно Жозе де Северо Мендоса Ролим де Моура Баррето, 2-го маркиза Лоле и 9-го графа Вале-де-Рейс (1804—1875). Новый герцог находился в отдаленном родстве с королевским домом Португалии и принадлежал к высшей знати. Герцог Нуно несколько раз назначался премьер-министром Португалии (1856—1859, 1860—1865, 1869—1870).
5 декабря 1827 года Нуно Лоле женился на инфанте Ана де Хесус Марии Браганса и Бурбон (1806—1857), младшей дочери короля Жуана VI и Карлоты Жоакины Испанской. Она родила ему пятерых детей, но умерла прежде, чем он был возведен в герцогский ранг.
Когда свергнутый король Португалии Мануэл II скончался в 1932 году, Констанца Мария была главой дома де Лоле (4-й герцогиней Лоле, если считать всех последующих наследников 1-го герцога де Лоле, в том числе тех, которые никогда не регистрировали герцогский титул в соответствии с требованиями по монархическим законам).
В настоящее время герцогом де Лоле является Дом Педру де Мендоса Ролим де Моура Баррето (род. 1958), 6-й герцог де Лоле (с 2003 года), согласно работе Д. Фелипе де Лоле «Дом Лоле». Но по титульной конвенции Португалии, принятой после свержения монархии, он считается 4-м герцогом де Лоле. Его отец, Альберто Нуно Карлуш Рита де Мендоса Ролим де Моура Баррето (1923—2003), 3-й (или 5-й) герцог де Лоле, в 1992 году зарегистрировал стиль «Дом», но не использовал свой герцогский титул, хотя имел на это право.

## Герцоги де Лоле (1862)
- Нуно Жозе де Северу Мендока Ролим де Мора Баррету, 1-й герцог де Лоле (6 ноября 1804 — 22 мая 1875), сын Агостиньо Домингаса Жозе де Мендосы Ролима де Моуры Баррето, 1-го маркиза де Лоле, и Марии Маргариты де Кармо де Менезеш
- Педру Жозе Агостиньо де Мендоса Ролим де Моура Баррето, 2-й герцог де Лоле (7 октября 1830 — 2 марта 1909), старший сын предыдущего
- Мария Домингас Хосе де Мендоса Ролим де Моура Баррето, 3-я герцогиня де Лоле (23 марта 1853 — 12 сентября 1928), старшая дочь предыдущего
- Мария да Констанца Консейсау Берко де Мендоса Ролим де Моура Баррето, 4-я герцогиня де Лоле (19 августа 1889 — 14 декабря 1965), единственная дочь Аны де Хесус Марии де Мендосы Ролим де Моура Баррето (1854—1922), племянница предыдущей
- Альберто Нуно Карлос Рита Фолке де Мендоса Ролим де Моура Баррето, 5-й герцог де Лоле (10 июля 1923 — 24 сентября 2003), старший сын предыдущей
- Педру Жозе Фолке де Мендоса Ролим де Моура Баррето, 6-й герцог де Лоле (род. 9 марта 1958), старший сын предыдущего

## Генеалогическая таблица
```
                                              
Жуан VI
                         Агостиньо Домингос Жозе
                                            (1767–1826)                       Мендоса де Моура Баррето
                                          
Король Португалии
                          (1780–1824)  
                                                 |                              1-й 
маркиз де Лоле

                                                 |                                        |
                 ________________________________|___________________                     |
                 |                               |                   |                    |
            
Педру I/IV
                       
Мигел I
      
Ана де Хесус Мария
 муж - 
Нуно Жозе Северо

           (1798–1834)                     (1802–1866)         (1806–1857)    | Мендоса де Моура Баррето
         Император Бразилии               
Король Португалии
      
Инфанта
      |     (1804–1875)  
          
Король Португалии
                      |                            | 2-й маркиз де Лоле
                   |                             |                            |  
1-й герцог Лоле

          _________|____________                 |                            |
          |                    |                 |                            |
       
Мария II
             
Педру II
         
Мигел (II)
              Педру Жозе Агустиньо
     (1819–1853)           (1825–1891)       (1853–1927)            Мендоса де Моура Баррето
  Королева Португалии   Император Бразилии  претендент                    (1830–1909)
          |                    |                 |                    3-й маркиз де Лоле
          |                    |                 |                     
2-й герцог де Лоле

          |                    |            
Дуарте Нуно
                       |
          |                    |            (1907–1976)                       |
          |                    |             претендент                       |
          |                    |                 |                            |
          |                    |                 |                            |
          |                    |                 |                            |
          |                    |                 |                            |
          |                    |                 |                            |
          |                    |                 |                            |
    
Дом Браганса
              
Дом
               
Дом
                          
Дом

  
Саксен-Кобург-Гота
     
Орлеан-Браганса
     
Браганса
                        
де Лоле
```